# 土生町
土生町（はぶまち）は、広島県御調郡にあった町。現在の尾道市の一部にあたる。

## 地理
- 海洋：瀬戸内海
- 島嶼：因島[2]

## 歴史
- 1889年（明治22年）4月1日、町村制の施行により、御調郡土生村が単独で村制施行し、土生村が発足[1][2]。大字は編成せず[2]。
- 1918年（大正7年）1月1日、町制施行し土生町となる[1][2]。
  - 同年、塩田を廃止[2]。
- 1953年（昭和28年）5月1日、御調郡重井村・大浜村・中庄村・三庄町・田熊町、豊田郡東生口村と合併し、市制施行し因島市を新設して廃止された[1][2]。

### 地名の由来
埴生の転訛とされる。

## 産業
- 農業、海運、漁業、製塩[2]

### 造船
- 地元有力者により土生船渠合資会社設立[2]。1901年（明治34年）因ノ島船渠株式会社に改組したが1908年（明治41年）に閉鎖[2]。1911年（明治44年）大阪鉄工所が工場を買収し、翌年に操業[2]。1914年（大正3年）同鉄工所因島工場となる[2]。1936年（昭和11年）日立製作所の経営となり、1943年（昭和18年）日立造船所に改称[2]。

## 交通

### 港湾
- 土生港[2]

## 教育
- 1921年（大正10年）町立土生実科高等女学校開校[2]。1938年（昭和13年）県立に移管し、1948年（昭和23年）広島県土生高等学校（現広島県立因島高等学校）となる[2]。